# Брусје
Брусје је насељено место у саставу града Хвара, на острву Хвару, Сплитско-далматинска жупанија, Република Хрватска.

## Историја
До територијалне реорганизације у Хрватској налазило се у саставу старе општине Хвар.

## Становништво
На попису становништва 2011. године, Брусје је имало 194 становника.
| Број становника по пописима | Број становника по пописима | Број становника по пописима | Број становника по пописима | Број становника по пописима | Број становника по пописима | Број становника по пописима | Број становника по пописима | Број становника по пописима | Број становника по пописима | Број становника по пописима | Број становника по пописима | Број становника по пописима | Број становника по пописима | Број становника по пописима | Број становника по пописима |
| --------------------------- | --------------------------- | --------------------------- | --------------------------- | --------------------------- | --------------------------- | --------------------------- | --------------------------- | --------------------------- | --------------------------- | --------------------------- | --------------------------- | --------------------------- | --------------------------- | --------------------------- | --------------------------- |
| 1857                        | 1869                        | 1880                        | 1890                        | 1900                        | 1910                        | 1921                        | 1931                        | 1948                        | 1953                        | 1961                        | 1971                        | 1981                        | 1991                        | 2001                        | 2011                        |
| 692                         | 677                         | 794                         | 967                         | 1.058                       | 914                         | 860                         | 508                         | 465                         | 465                         | 449                         | 338                         | 266                         | 241                         | 206                         | 194                         |

### Попис1991.
На попису становништва 1991. године, насељено место Брусје је имало 241 становника, следећег националног састава:
| Попис 1991.‍  | Попис 1991.‍  | Попис 1991.‍ | Попис 1991.‍ | Попис 1991.‍ |
| ------------ | ------------ | ----------- | ----------- | ----------- |
|              |              |             |             |             |
| Хрвати       | Хрвати       |             | 218         | 90,45%      |
| Муслимани    | Муслимани    |             | 10          | 4,14%       |
| Југословени  | Југословени  |             | 3           | 1,24%       |
| Црногорци    | Црногорци    |             | 1           | 0,41%       |
| Чеси         | Чеси         |             | 1           | 0,41%       |
| неопредељени | неопредељени |             | 3           | 1,24%       |
| непознато    | непознато    |             | 5           | 2,07%       |
| укупно: 241  |              |             |             |             |